# Xylopteryx arcuata
Xylopteryx arcuata là một loài bướm đêm trong họ Geometridae.

## Hình ảnh

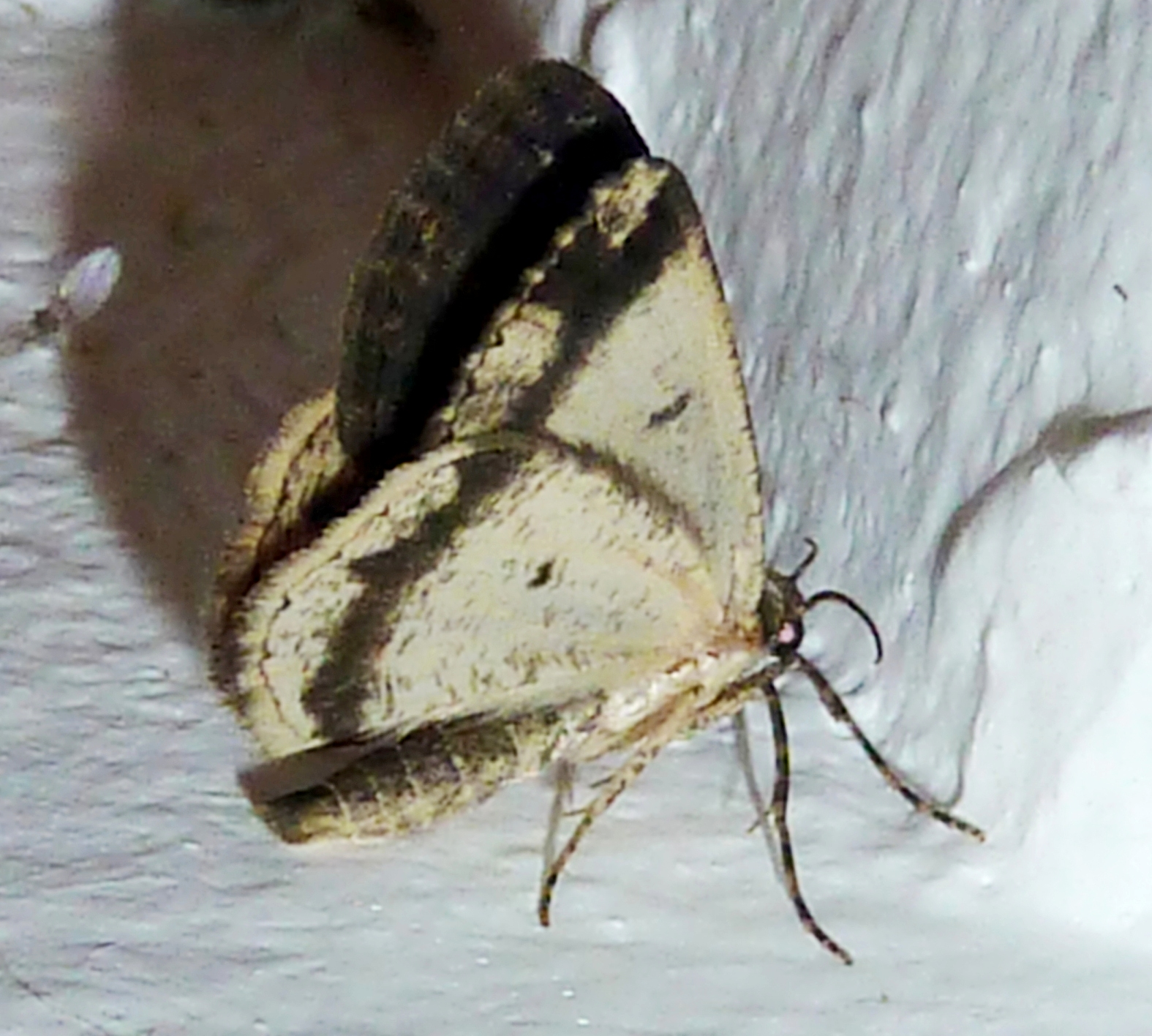